# Lampropeltis nigra
Lampropeltis nigra là một loài rắn trong họ Rắn nước. Loài này được Yarrow mô tả khoa học đầu tiên năm 1882.

## Hình ảnh

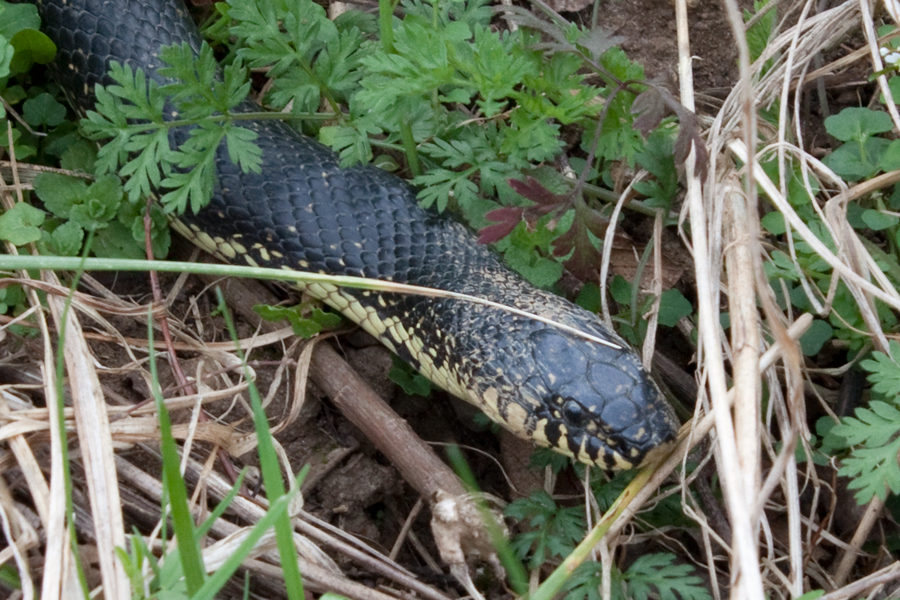